# Joan Sabater i Tobella
Joan Sabater i Tobella (Barcelona, 1934) és un farmacèutic català.
El 1959 es llicencià en Farmàcia per la Universitat de Barcelona i treballà a diversos hospitals de Ginebra (1961), París (1963), Boston i Montreal (1969) i Lió (1973). De 1960 a 1965 fou becari de l'Institut Jaume Ferrán de Microbiologia del CSIC. De 1963 a 1972 fou analista de la Clínica Pediàtrica Teknon de Barcelona. De 1968 a 1976 fou professor numerari de bioquímica de la Facultat de Medicina de la Universitat Autònoma de Barcelona i de 1970 a 1985 director de l'Institut de Bioquímica Clínica.
El 1960 va fundar a Barcelona amb la seva esposa Margarida Sales un laboratori d'anàlisi clínica, el Laboratori Sabater-Tobella, que el 1972 creà una divisió d'anàlisi per a la indústria farmacèutica. Fou el primer a fer determinacions analítiques per micromètodes, entre ells l'equilibri àcid-base i electròlits. El 1973 entrà a formar part de l'Institut Dexeus, on treballà en tècniques de fertilització assistida i el 1984 fundà l'Institut d'Estudis Sabater Tobella (IEST). Fundador amb la seva filla Anna de l'empresa especialitzada en genómica Eugenomic (2008).
Ha estat president de la Reial Acadèmia de Farmàcia de Catalunya de 1980 a 1990, i és membre, entre d'altres, de la Reial Acadèmia de Medicina de Catalunya des de 1983 i de la Societat Catalana de Biologia. El 2009 va rebre la Creu de Sant Jordi.

## Obres
- Buenas Prácticas de Laboratorio (1988)
- Aplicaciones de la Biotecnología en el Diagnóstico Clínico (2009)
- Medicina personalizada posgenómica (2010)